# Staré Pavlovice

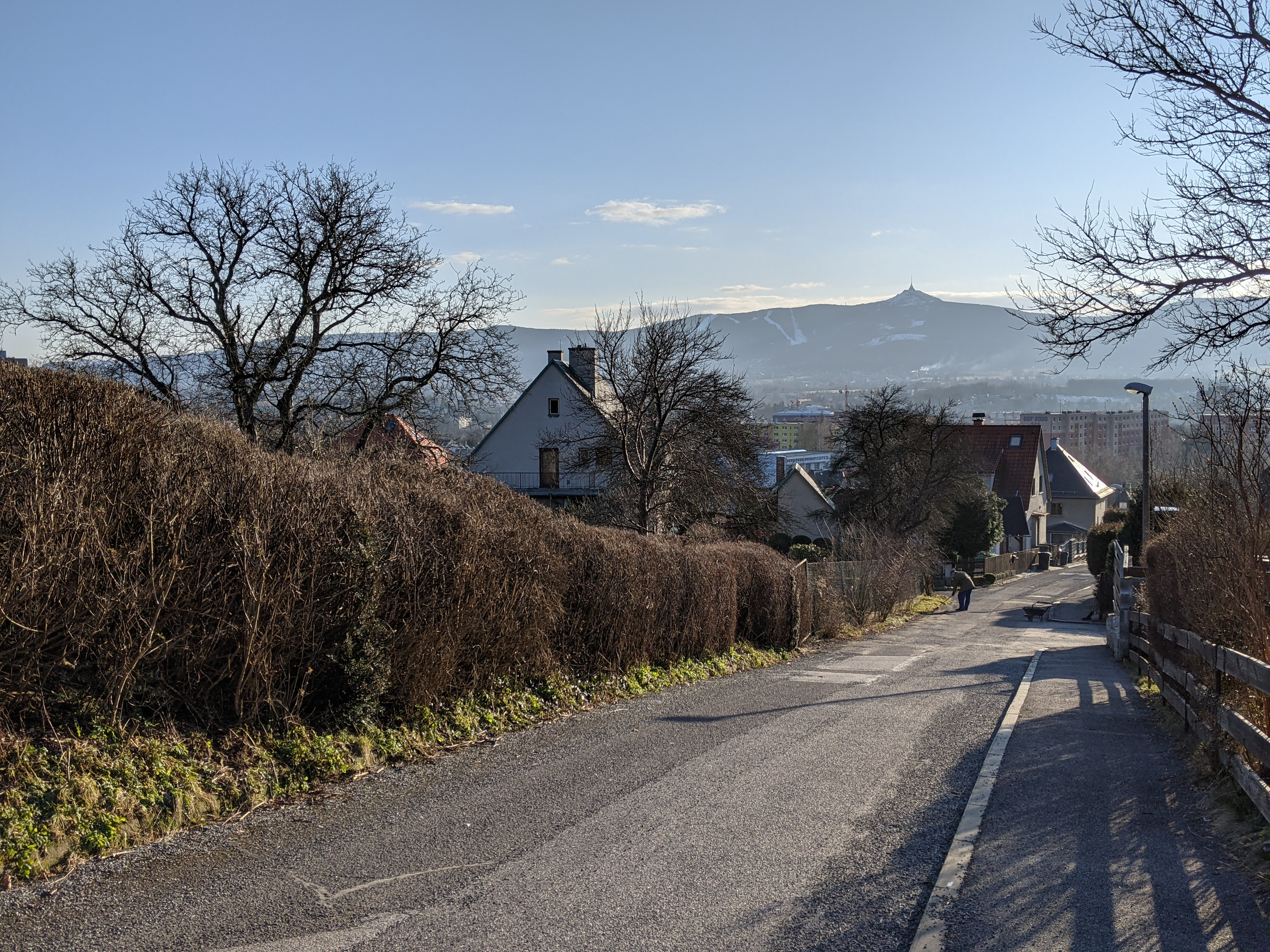
Blick von Staré Pavlovice zum Jeschken

Staré Pavlovice (deutsch Alt Paulsdorf) ist als Liberec XII ein Ortsteil der Stadt Liberec in der Tschechischen Republik.

## Geographische Lage
Staré Pavlovice liegt im Norden Tschechiens nicht weit vom Dreiländereck mit Polen und Deutschland entfernt im Reichenberger Kessel (Liberecká kotlina) des Zittauer Beckens (tschech. Žitavská pánev), der vom Isergebirge im Nordosten und dem Jeschkengebirge (tschechisch Ještědský hřbet) im Südwesten begrenzt wird. Der Ort befindet sich zwischen Weißer und Schwarzer Neiße.

## Geschichte
Paulsdorf wird 1555 erstmals urkundlich erwähnt. 1691 erfolgte die Trennung in Alt und Neu Paulsdorf.
Ab 1938 lag Alt Paulsdorf als selbstständige Gemeinde im Reichsgau Sudetenland, Landkreis Reichenberg, Regierungsbezirk Aussig. Hier lebten im Jahre 1939 1516 Einwohner.
Am 1. September 1939 erfolgte die Eingemeindung von Alt Paulsdorf nach Reichenberg, in die damalige Hauptstadt des Sudetenlandes.
Nach Ende des Zweiten Weltkrieges mussten die meisten deutschen Bewohner des Ortes diesen zwangsweise räumen und die Tschechoslowakei für immer verlassen.